# Football Club de Rouen 1899
Il FC Rouen è un club calcistico francese con sede a Rouen. È stato fondato nel 1899. Gioca in casa allo Stade Robert Diochon, e attualmente milita in terza divisione.
Ha giocato 19 stagioni in Ligue 1 e 36 in Ligue 2. Hanno raggiunto anche l'Europa, giocando la Coppa delle Fiere 1969-70, venendo eliminati dall'Arsenal, futuro vincitore della manifestazione.

## Storia

### Dagli inizi ai successi negli anni '60
Fin dai suoi primi anni di fondazione, il Rouen si rivela uno dei principali club di Francia e il principale rivale in Normandia del Le Havre. Sotto la direzione del suo presidente-fondatore Robert Diochon negli anni '10 il club si trasferisce nell'impianto del "Bruyères", il futuro stadio Robert-Diochon dal nome dello storico presidente. Nel 1913 raggiunse la finale del campionato francese USFSA e nel 1925 quella della Coppa di Francia.

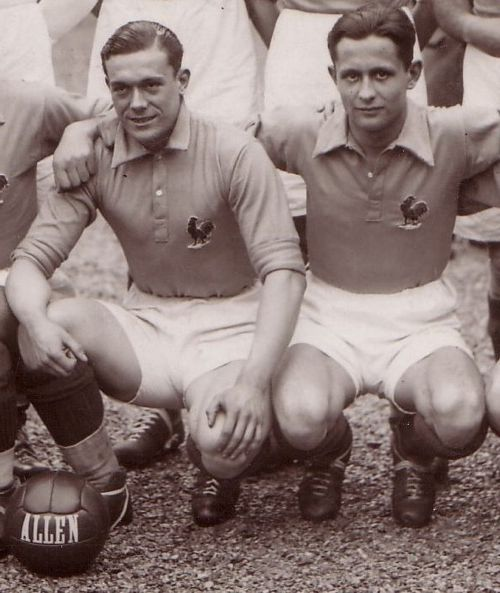
Jean Nicolas (a sinistra) con la maglia del Rouen ha realizzato il record di gol in una singola partita di prima divisione francese (sette reti)

Nel 1933 Rouen e Le Havre, i due grandi club della Normandia, optarono per lo status professionistico e si unirono alla seconda divisione nazionale. I Diables Rouges vincono la competizione nel 1936 e vengono promossi in massima serie. L'organico del Rouen può contare di molti giocatori internazionali francesi e austriaci, tra cui Jean Nicolas, capocannoniere della Division 2 per tre anni consecutivi. Lo stesso Nicolas aveva realizzato il record di reti in una sola partita di Division 1, segnando sette marcature nel corso di un match contro il Valenciennes. La compagine bianco-rossa risulta vincitrice del campionato di guerra nel 1945 (un titolo però non approvato dalla Federazione francese).
Negli anni '60 il club vive momenti di particolare successo grazie a due quarti posti in campionato e al raggiungimento della finale di Coppa di Lega 1964, persa contro lo Strasburgo. In seguito si mantiene per tutto il decennio nei piani alti della piramide calcistica francese, raggiungendo il miglior risultato europeo negli ottavi di finale della Coppa delle Fiere 1969-70 persi contro i futuri vincitori dell'Arsenal.

### Le difficoltà economiche e il declino (1970-oggi)
Indebolito dalle ricorrenti difficoltà finanziarie, che costringono il sindaco di Rouen ad intervenire più volte, il club conosce due retrocessioni di fila nel 1985 e nel 1986, che lo portano in terza divisione. Nonostante l'ambizione dei dirigenti, da allora il club non è più riuscito a ritrovare la massima serie. La fine dell'incubo sembra arrivare nella stagione 1992-1993, ma i Diables Rouges mancano clamorosamente la promozione in Division 1 soltanto per la differenza reti sfavorevole nei confronti del Rennes. Questo insuccesso segna l'inizio dell'irreversibile caduta: retrocessa nel 1994 nel Championnat National, la società non deposita il bilancio dell'anno successivo e deve abbandonare lo status di professionista, finendo addirittura in National 2, il quarto livello del calcio francese. Un nuovo fallimento nel 1997 fa precipitare il club normanno in CFA 2, in quinta divisione.
All'inizio del nuovo millennio il Rouen fa una breve apparizione in Ligue 2 nel 2003-2004, prima di ricadere nuovamente nei campionati dilettantistici francesi. Dopo quattro stagioni a questo livello, nel 2009 viene promosso in terza divisione e comincia a farsi largo l'ambizione di un possibile ritorno in Ligue 2 ma, a luglio 2013, a seguito di ulteriori difficoltà finanziarie, viene retrocesso d'ufficio nel campionato regionale della Normandia.
Nell'aprile 2015 le società del Rouen e del Quevilly annunciano la fusione, con quest'ultima che assume il nome di "Quevilly Rouen Métropole" e adotta il colore rosso del Rouen, trasferendosi allo stadio Robert Diochon. Questo accordo non ha alcuna ripercussione invece sul Rouen, la cui prima squadra continua a mantenere gli stessi colori sociali e giocare nel proprio stadio storico.
Il 21 maggio 2017, dopo quattro anni di purgatorio in Division d'Honneur, la squadra inizia la sua ascesa e ottiene la promozione in National 3.
Nella stagione 2018-2019, il club ha modo di festeggiare il 120º anniversario della sua fondazione con la promozione in Championnat de France amateur.

## Strutture

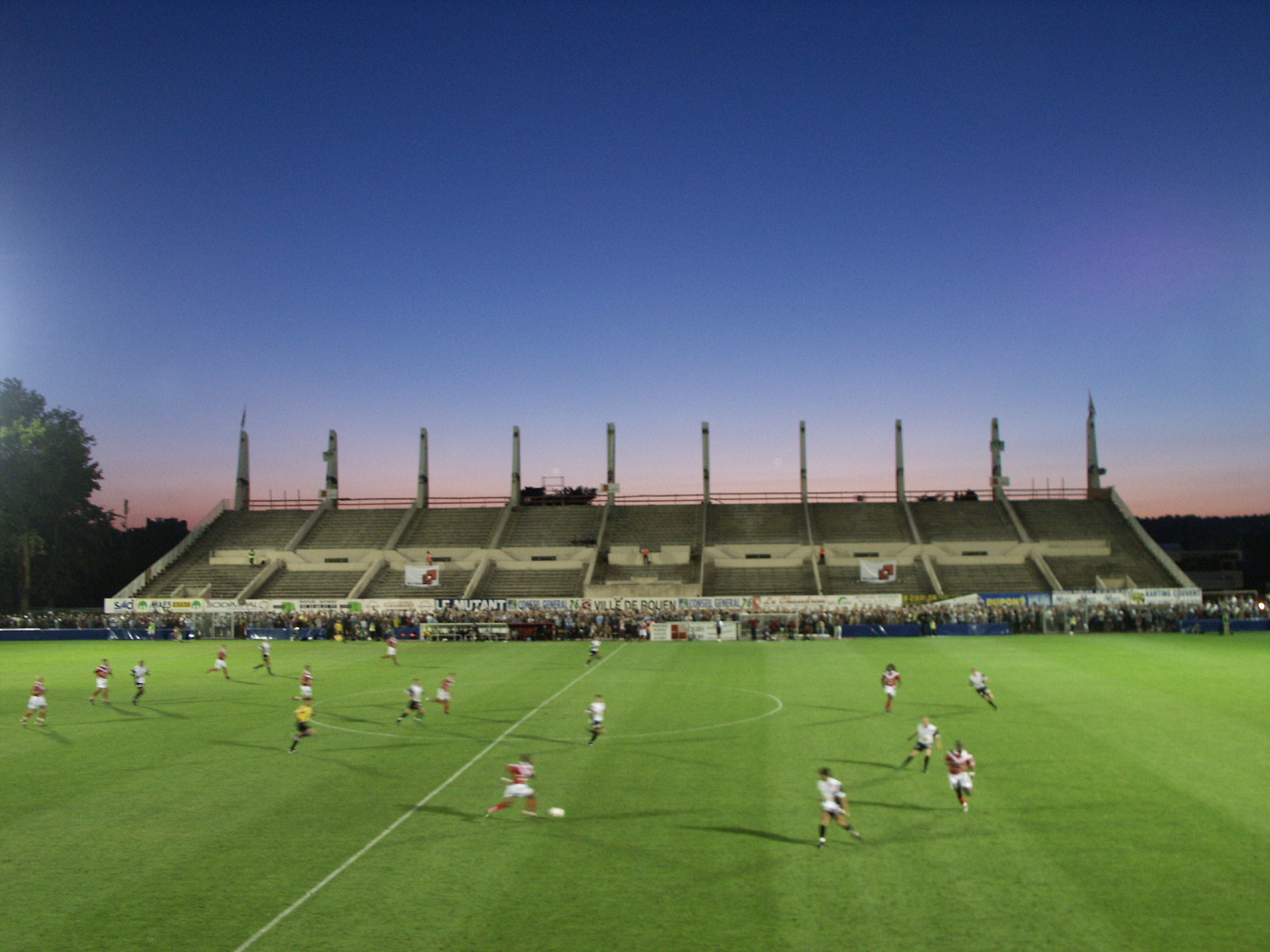
I lavori di ristrutturazione nel 2003

### Stadio

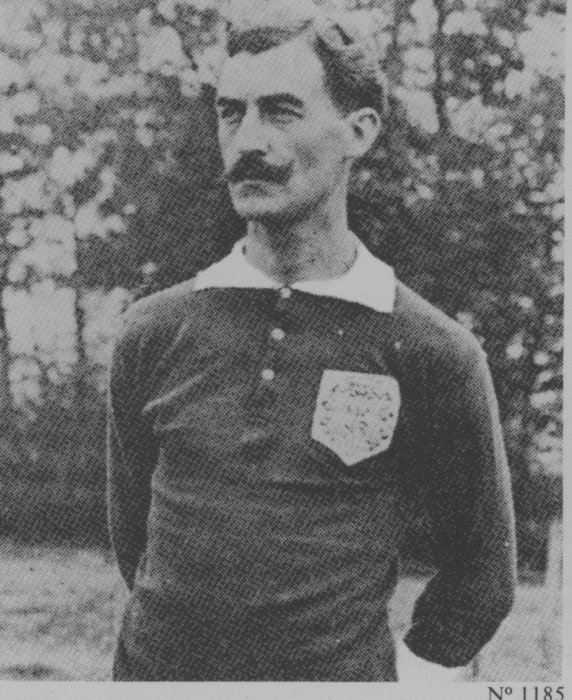
Lo stadio è dedicato a Robert Diochon, fondatore del Rouen

Le prime partite del club si svolgono sui prati di Sotteville, quindi dal 1901 sul percorso di gara dell'agglomerato. Il 7 settembre 1908 il Rouen si trasferì al "Petit-Trianon", situato in rue d'Elbeuf a Rouen, inaugurato l'11 ottobre da una vittoria contro il Le Havre per 4-0. Nel settembre 1911, si trasferì al "Grand-Trianon", nella stessa area. Nel 1913 il club organizzò la finale del campionato francese USFSA di fronte a 6.923 spettatori paganti.

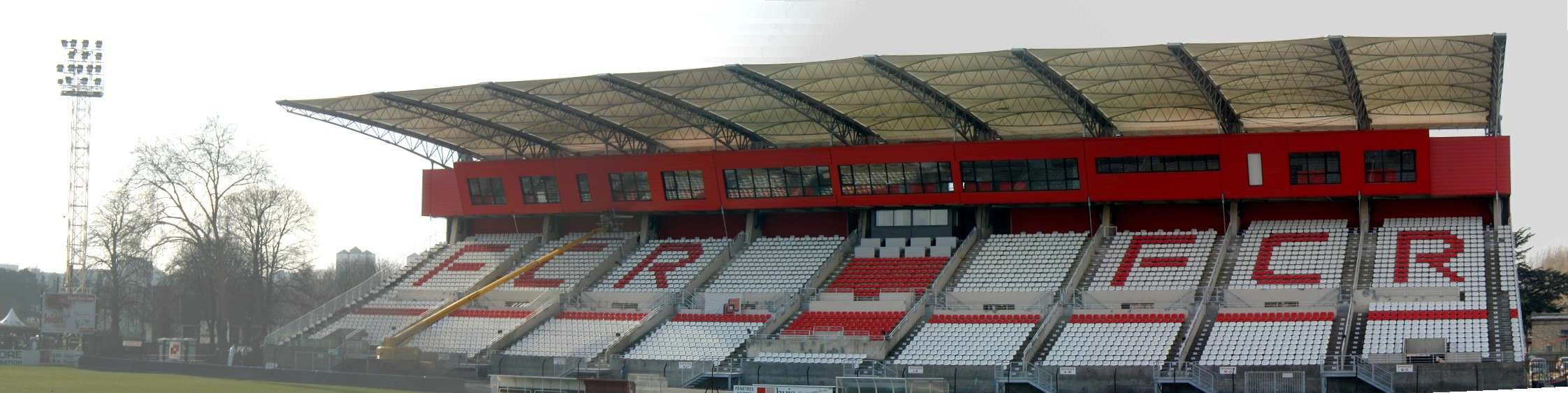
Lo Stade Robert-Diochon ristrutturato

Nel corso della stagione 1913-1914, di fronte alla crescente popolarità della squadra, la squadra ottenne dal comune la concessione del campo di Bruyères, dove per la prima volta si possono ospitare spettatori sugli spalti. Lo stadio Bruyères, descritto all'epoca come "superbo", fu ufficialmente inaugurato nel dicembre del 1917. Trasferito nel 1930 e ampliato, fu ribattezzato Robert-Diochon alla morte del presidente Robert Diochon nel 1953.
Negli anni '60, periodo che vede il club stabilirsi con successo in Division 1, lo stadio viene ampliato. Nel 1964 viene inaugurata una nuova tribuna d'onore e nel gennaio 1968, viene aperta la "tribuna Shell" (presto ribattezzata "tribuna Lenoble") con 8.000 posti in piedi. Il record di affluenza di 23.532 spettatori venne registrato il 10 aprile 1977 in un match contro il Saint-Étienne valido per la Coppa di Francia 1976-77.
A fine degli anni '90 lo stadio rientra tra gli impianti candidati ad ospitare le partite dei Mondiali di Francia 1998. Il progetto di ammodernamento prevede un ampliamento a 25.000 posti ma alla fine i lavori di ristrutturazione vengono posticipati al 1999. Nel luglio 2003 il Robert-Diochon subisce un restyling significativo da parte del comune per rientrare nei parametri di sicurezza. Il 6 marzo 2004 lo stadio viene riaperto con la nuova capacità di 12.018 posti per il derby di Normandia contro il Le Havre.

## Allenatori
| - Zoltan Vago 1930-1935 - Emil Skolaut 1935-1938 - William Wright 1938-1939 - George Kimpton 1939-1940 - Edmond Delfour 1940-1945 - George Kimpton 1945 - Ernest Payne 1945-1947 - Maurice Blondel 1947-1950 - Charles Roze 1950 - José Mandaluniz 1950-1952 - Jules Bigot 1952-1953 - Jean Grégoire 1953-1954 - Robert Lacoste 1954-1958 - Max Schirschin 1958-gennaio 1964 - Paul Lévin gennaio 1964-1965 - René Vernier 1965-1968 - André Gérard 1968-1970 - Roger Rizzi 1970-1971 - Pierre Tournier 1971-novembre 1971 - Max Schirschin novembre 1971-1972 - Ernst Melchior 1972-novembre 1975 | - Robert Vicot Novembre 1975-1976 - Pancho González 1976-Ottobre 1977 - Daniel Druda 1978-1979 - Milorad Pavić Ottobre 1977-1978 - Daniel Druda Ottobre 1977 - Cesto Vanzo 1979-1980 - Robert Vicot 1980-1985 - François Bracci 1985-1986 - Arnaud Dos Santos 1986-1990 - Pierre Garcia 1990-Novembre 1990 - Daniel Zorzetto Novembre 1990-Gennaio 1994 - Jean-Pierre Orts gennaio-marzo 1994 - Jean-Paul Rabier marzo-settembre 1994 - Patrick Parizon Settembre 1994-1995 - Laurent Roussey 1995-2000 - Parice Heaulmé 2000-Settembre 2000 - Yves Brécheteau Settembre 2000-Gennaio 2004 - Jean-Guy Wallemme Gennaio-Novembre 2004 - Eric Dewilder Novembre 2004-Aprile 2005 - Alain Michel Aprile 2005-2006 - Eric Garcin 2006-Marzo 2012 | - Emmanuel Da Costa Marzo-Maggio 2012 - Didier Ollé-Nicolle 2012-2013 - Hakli Damane e Eric Rastell 2013-2014 - Romain Djoubri 2014-2017 - Manuel Abreu Giugno 2017-Febbraio 2018 - Raynald Bertin Febbraio 2018 - David Fouquet Febbraio-Maggio 2018 - David Giguel Maggio 2018- |

## Palmarès

### Competizioni nazionali
- Campionato francese di seconda divisione: 2

1935-1936, 1981-1982 (girone B)
- Championnat National 2: 1

2022-2023 (girone A)
- Championnat National 3: 1

2018-2019 (girone J)

### Altri piazzamenti
- Coppa di Francia:

Finalista: 1924-1925
Semifinalista: 1921-1922, 1922-1923, 1923-1924, 1936-1937, 1939-1940, 1951-1952
- Coppa di Lega francese:

Finalista: 1963-1964
- Campionato francese di seconda divisione:

Secondo posto: 1970-1971 (gruppo B), 1974-1975 (girone A), 1976-1977 (girone B)
Terzo posto: 1934-1935, 1948-1949, 1950-1951, 1959-1960, 1973-1974 (girone A), 1992-1993 (girone B), 1980-1981 (girone B), 1989-1990 (girone B)
- Championnat National:

Terzo posto: 2002-2003
- Trophée de France:

Semifinalista: 1913
- Coppa Piano Karl Rappan:

Semifinalista: 1963-1964